# Botanical Magazine

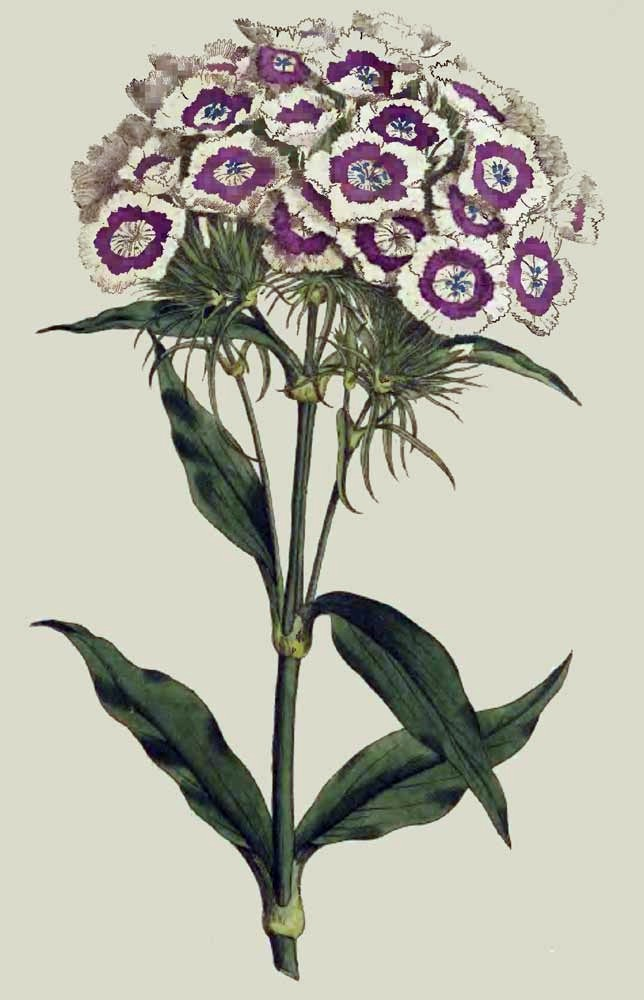
Dianthus barbatus Plate 207 (1793)

The Botanical Magazine; o Flower-Garden Displayed, (abreujat Bot. Mag.), és una publicació il·lustrada que es va començar a editar el 1787. És la revista botànica de més llarga durada, en general es refereix el següent nom: Curtis's Botanical Magazine.
Cadascun dels temes conté una descripció, en llenguatge formal i accessible, i és famosa per mostrar el treball d'il·lustradors botànics durant dos segles. Moltes plantes van rebre la seva primera publicació a les seves pàgines, i la descripció que va ser realitzada per les il·lustracions profundament detallades.

## Història i perfil
La primera edició, en el 1787, va ser iniciada per William Curtis, com una revista d'il·lustracions botàniques. Curtis era apotecari botànic, i ocupava un lloc en el Reial Jardí Botànic de Kew, que havia publicat l'aclamada (però mal venuda) Flora Londinensis uns anys abans. La publicació es va familiaritzar als seus lectors amb plantes ornamentals i exòtiques, i es va presentar en format de vuitè. Els artistes que havien donat anteriorment a les seves pintures de flors una gran audiència, ara veien el seu treball publicat en un format més ampli. Les il·lustracions van ser inicialment gravades i acolorides a mà, preses de gravats en coure i complementades amb el text. La identificació per a un lector, en general, es va donar amb extensos detalls, algunes d'elles les van donar com una secció. Això va ser acompanyat per una o dues pàgines de text que descriuen les propietats de les plantes, història, característiques de creixement, i alguns noms comuns de les espècies.

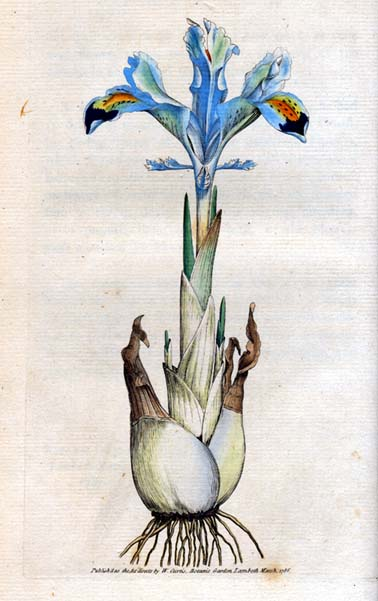
Iris persica

Les il·lustracions del primer volum van ser en la seva majoria efectuades per Sydenham Edwards, encara que una disputa amb els editors van veure la seva marxa al rival The Botanical Register. El crèdit per a la primera placa (Iris persica) va ser per a James Sowerby, igual que una dotzena de les contribucions d'Edwards. Els primers trenta volums van utilitzar gravats de coure per realitzar les plaques, l'acolorit a mà d'aquests va ser realitzat per un màxim de trenta persones. Amb un tiratge de 3000 exemplars. Com els costos de producció van augmentar, i l'augment de la demanda també, els resultats van ser variables. L'ús posterior de la coloració a màquina va proporcionar uniformitat al treball dels artistes, encara que el procés no podia donar el mateix detall que els realitzats en anys anteriors a mà. La revista ha estat considerada com la principal revista d'il·lustració botànica en els seus començaments.
Quan Curtis va morir, després d'haver completat 13 volums (1787-1800), el seu amic John Sims es va convertir en editor entre 1801 i 1807 (Volums 15-26) i li va canviar el nom. William Hooker va ser l'editor de l'any 1826, portant la seva experiència com a botànic, i com a autor de la revista rival, Exotic Botany. WJ Hooker va portar l'artista Walter Hood Fitch a la revista, el qual es va convertir en l'artista principal de la revista durant quaranta anys. Joseph Dalton Hooker va seguir al seu pare, convertint-se en el director de Kew Gardens al 1865, i editor de la seva revista.
L'artista principal següent, Matilda Smith, va ser portada a la revista pel jove Hooker. El talent d'Smith va ser descobert per Hooker, Smith va reunir més de 2.300 plaques de Curtis. La seva excepcional contribució va ser veure al seu artista convertida en el principal de Kew, i més tard va ser una associada de la Linnean Society - la segona dona que ha aconseguit això. El valor científic de les figures i la il·lustració, una font d'orgull i notabilitat de la revista, requereix l'acurada formació dels il·lustradors. L'artista va treballar en estreta col·laboració amb el botànic per representar una mostra, l'ús de detalls al voltant de la pintura li va donar al volum un recurs pràctic per als botànics, horticultors i jardiners.
La revista és la més gran sèrie produïda de la il·lustració botànica, la qualitat constant de les plaques de la revista i la seva autoritat, fan aquesta feina el més esmentat de la seva espècie. Les plaques acolorides a mà era un procés laboriós, però aquesta tradició va ser continuada per un altre dibuixant principal, Lilian Snelling (1879-1972), fins al 1948. Un procés de fotomecànica es va dur a terme després d'aquest temps.
La revista s'ha publicat contínuament des de llavors, amb un canvi de nom a The Kew Magazine des del 1984 fins al 1994. El 1995, el nom va tornar a la de la molt citada, Curtis's Botanical Magazine. Segueix sent publicat pel Reial Jardí Botànic de Kew, com una publicació per a aquells interessats en la il·lustració de l'horticultura, l'ecologia o la botànica.
La forma estàndard abreujada és Curtis's Bot Mag. o Botanical Magazine en la cita de la literatura botànica.